# Bruce Abbott
Bruce Abbott (* 28. července 1954, Portland, Oregon, USA) je americký herec.

## Kariéra
Začínal jako tanečník a herec na známém festivalu Williama Shakespeara v Ashlandu v Oregonu. Po třech letech se přestěhoval do Hollywoodu, kde také ve filmu Tag poznal svoji první ženu Lindu Hamiltonovou. Jejich syn, Dalton, si zahrál malou roli ve filmu Terminátor 2.
V roce 1989 se však s Lindou rozvedl a ve stejném roce při natáčení filmu Trapped poznal svou druhou ženu Kathleen Quinlanovou, se kterou se roku 1994 oženil a má s ní jednoho syna.
Objevil se i v několika seriálech, jako To je vražda, napsala nebo Diagnóza: Vražda. Obdržel také velmi malou roli v seriálu Síť, založeném na stejnojmenném filmu se Sandrou Bullockovou. Jako herec je uznáván[zdroj?], avšak ne příliš obsazován.

## Filmografie
Důležitější role si zahrál v několika filmech, jako například Re-Animator, Bad Dreams, The Prophecy II, Out of time nebo Trapped.